# Кайпер, Джессика
Дже́ссика Мише́ль Кайпер (англ. Jessica Michele Kiper; 22 февраля 1979, Батон-Руж, Луизиана, США) — американская актриса
 и участница реалити-шоу Survivor.

## Биография и карьера
Как актриса, Кайпер в начале карьеры имела несущественные роли в сериалах «Девочки Гилмор», «Ангел» и «Справедливая Эми».
Боролась со своей наркоманией в реалити-шоу Celebrity Rehab with Dr. Drew.
23 августа 2008 года Джессика вышла замуж за Джона Лэндса, но их брак был аннулирован 3 ноября того же года. Со 2 февраля 2016 года Кайпер замужем во второй раз за фотографом Николасом Крителли, от которого у неё есть дочь — Пенелопа Джин Крителли (род. 2015).